# جميل براهمة
جميل براهمة (16 سبتمبر 1966 - ) ممثل أردني. درس في جامعة اليرموك في كلية الفنون الجميلة تخصص (تمثيل وإخراج) حصل على درجة البكالوريوس عام 1988 في تخصص التمثيل والإخراج
رصيد الأعمال حوالي 43 مسلسل تلفزيوني بين بدوي وقروي ومودرن بالإضافة إلى بعض السهرات والأفلام التلفزيونية وثلاث أعمال مسرحية إضافة إلى إخراج مجموعة من البرامج والمسلسلات الإذاعية.

## المسلسلات
مسلسلات اجتماعية
- الجذور الطيبة.
- دائرة اللهب.
- الإصرار العنيد.
- الاختيار الصعب.
- الليل الطويل.
- أيوب.
- حادث سير.
- الساعة.
- الصرخة.
- نهيل.
- غبار السنين.
- المراة.
- بقايا الرماد.
- حالة حب «برنامج درامي».
- نصف القمر.
- هام وشاهة (مسلسل)

الأعمال البيئة القروية
- السدرة.
- التراب المر.
- رياح المواسم.
- أم الكروم.
- الهجير.
- وردة والجبل.
- جرح الغزالة.
- المنسية.

الأعمال البدوية'
- الدرب البعيد.
- الرمح والصخرة.
- التافه.
- راعي الخير.
- السيف والوصية.
- الرمضاء والنار.
- صرخة.
- وحل جملا.
- صهيل الأصيل.
- خلف.
- الطيب.
- صقور لا تلهث.
- الخصال الثلاث.
- أخو شامة.
- النوف والسهم.
- العقاب والصقر.
- بيارق العربا.
- رعود المزن
- الوعد.
- درب الشهامة.
- القضاء في البادية
- الحنين إلى الرمال

## أفلام تلفزيونية
- نوف
- رجل وامراة.
- بحر الحب.
- الغريب.
- القادم إلى.
- بوابات العابرين.
- القرار بيدك.

## المسرحيات
- مسرحية مشعل وحبيبته.
- مهرجان المسرح الأردني.
- مسرحيات الأطفال.
- الشجرة وشيطان الفلاحين.